# Eutreta xanthochaeta
Eutreta xanthochaeta är en tvåvingeart som beskrevs av Aldrich 1923. Eutreta xanthochaeta ingår i släktet Eutreta och familjen borrflugor. Inga underarter finns listade i Catalogue of Life.